# 白背桐
白背桐(拉丁语:Mallotus  apeltus(Lour.)Muell)别名：白桐，野桐，白吊粟。大戟科，野桐属，灌木或小乔木。叶卵圆形，长4.5~15厘米，宽4~14厘米，不裂或先端3浅裂，顶裂片先端渐尖，基部圆钝，具腺体2枚，背面白色，密被星状毛，基出脉3条。雌花序可达30厘米以上，稀分枝。果密生，连续，圆球形，果径7毫米，密生星状毛及长达5毫米的软刺。花期6~9月，果期8~11月。产于广西各地；生于丘陵、山地、沟谷、河边。分布于中国云南、福建、江西、湖南、广东、海南、越南亦有。根、叶入药，根治疗慢性肝炎、肝脾肿大、妊娠水肿、白带过多，叶消炎止血。